# فاروني
فاروني (بالسنسكريتية: वारुणी)‏، (بالإنجليزية: Varuni)‏، هو اسم آلهة متعددة مرتبطة بالإله الهندوسي فارونا - زوجته (المعروفة أيضًا باسم فاروناني)، وابنته (إلهة النبيذ)، وتجسيدًا لشاكتي (ماتريكا أو الإلهة الأم). في بعض الأحيان، تتماهى هذه الآلهة لتكون إلها واحدا. في هذا السياق، هي إلهة النبيذ، التي ظهرت خلال مانثانا المحيط (حدث تموج المحيط) واختارت فارونا لتكون رفيقته. يشير مصطلح فاروني أيضًا إلى مشروب كحولي.